# Joppa semihyalina
Joppa semihyalina là một loài tò vò trong họ Ichneumonidae.